# Ivel Ultra
Ivel Ultra ili Impuls 9020 bilo je računalo koje je proizvodila hrvatska tvrtka Ivasim iz Ivanić-Grada. Glavni dizajner ovog računala bio je Branimir Makanec. Bilo je kompatibilno s računalom Apple II, i imalo je dvije disk jedinice od 5 1/4 inča, te karticu sa Zilog Z80 mikroprocesorom što je omogućavalo korištenje CP/M operacijskog sustava te velikog broja poslovnih programa koji su bili dostupni za CP/M. Ovo računalo koristilo se u mnogim školama i fakultetima u Hrvatskoj tijekom 1980-tih. Ivel Ultra je imao operacijski sustav IDOS koji je bio kompatibilan s Apple II DOS 3.3, ali je bio poboljšan u odnosu na originalnu inačicu. Isto tako, BASIC prevodilac je bio kompatibilan s Apple BASICom no konstruktori su poboljšali mnoge rutine tako da je Ultra bila mnogo brža u izvršavanju mnogih zadataka. Inače, Ivel Ultru se moglo pokrenuti sa sljedećim operacijskim sustavima; IDOS, DOS 3.3 i CP/M i za razliku od drugih Apple II klonova na tržištu bio je veoma napredan.

## Tehnički podaci
Ivel Ultra (prvi model)
- Mikroprocesor
  - MOS 6502, takt 1 Mhz
  - Zilog Z80
- RAM: 64Kb
- ROM: 12Kb (BASIC i sistemski monitor), dva seta znakova: engleski i hrvatski
- Grafika: 280x192 piksela (6 boja)
  - Tekst: 40x24 znaka
- Zvuk: softverski kroz ugrađeni zvučnik, 1 kanal, bolje kroz kartice za proširenje
- Ulazno/izlazne jedinice
  - Tipkovnica : QWERTZ (JUS)
  - 1 x disketna jedinica od 5 1/2"
- Operacijski sustav: IDOS kompatibilno s Appleovim DOS 3.3
- 7 utora za proširenje kompatibilno s Apple II sabirnicom

Ivel Ultra (drugi model)
- Mikroprocesor
  - MOS 6502, takt 1 Mhz
  - Zilog Z80
- RAM: 64Kb
- ROM: 12Kb (BASIC i sistemski monitor)
- Grafika: 280x192 piksela (6 boja)
  - Tekst: 40x24 znaka
- Zvuk: softverski kroz ugrađeni zvučnik, 1 kanal, bolje kroz kartice za proširenje
- Ulazno/izlazne jedinice
  - Tipkovnica : QWERTZ (JUS)
  - 2 x disketna jedinica od 5 1/2"
- Operacijski sustav: IDOS kompatibilno s Appleovim DOS 3.3
- 7 utora za proširenje kompatibilno s Apple II sabirnicom

## Ostala računala
- Ivel Z3 - kompatibilan s Apple IIe, CP/M. Mikroprocesori: MOS 6502, Z80, i Intel 8080, 128Kb RAM-a, tekst: 80x40 znakova, dvije disketne jedinice, 4 seta znakova: engleski, hrvatski znakovi, ćirilica i ??
- Ivel V-100 - terminal kompatibilan s DEC VT-100, korišteno za spajanje s DEC VAX mini računalima
- Ivel-ICL - terminal kompatibilan s ICL terminalima, koja su se spajala s ICL mainframe i mini računalima

## Zanimljivosti
Ivel Ultra je također bio prikazan u drugoj seriji o Smogovcima, gdje jedan od likova s nadimkom Bongo (inače genijalac i dijete s paranormalnim sposobnostima) programira Ivel Ultru svojim mislima.

## Vanjske poveznice
- IVEL ULTRA – Impuls 9020 mikroračunalo u obrazovanju, prospekt (Stranice Virtualnog muzeja industrijske baštine Ivanić-Grada)